# Mälartåg

Logo przewoźnika

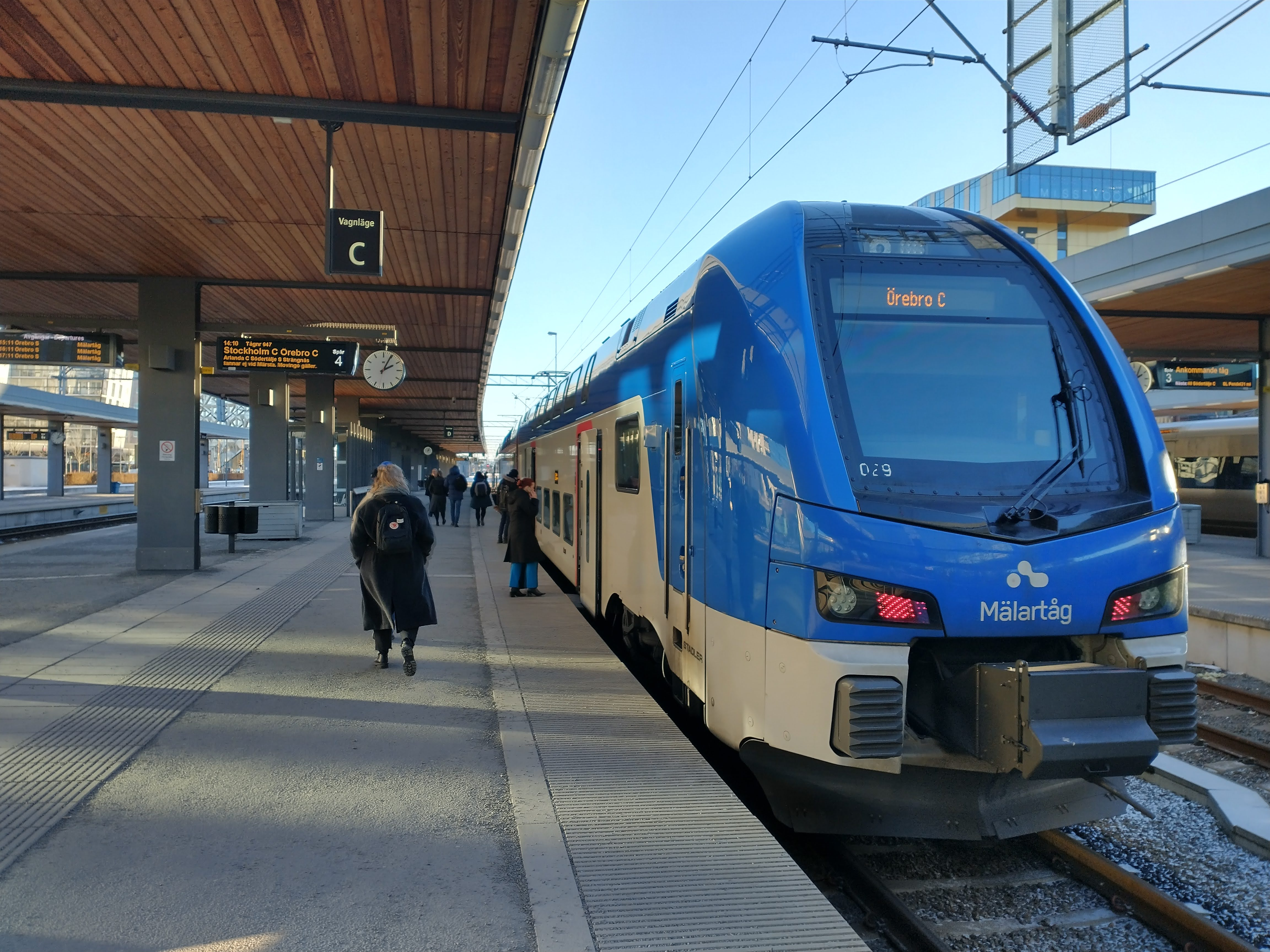
Pociąg Mälartåg do Örebro w Uppsali (wagon Stadler KISS)

Mälartåg – finansowane ze środków publicznych regionalne połączenia kolejowe na pięciu liniach w rejonie Sztokholmu, Uppsali, Norrköping, Örebro i Gävle, za które odpowiada przedsiębiorstwo Mälardalstrafik.
Mälartåg stanowi istotną część dużej inwestycji, którą regiony Sztokholm, Sörmland, Uppsala, Västmanland, Örebro i Östergötland realizują w celu usprawnienia regionalnego ruchu kolejowego na trasie Sztokholm – Mälardalen (okolice jeziora Melar).
W ramach inwestycji zakupiono 53 wagony piętrowe Stadler KISS ze szwajcarskiej fabryki Stadlera (koszt wyniósł 5,3 miliarda koron szwedzkich, czyli nieco ponad 100 milionów koron za pociąg), które kursują na wszystkich liniach. Umożliwiły one zwiększenie liczby kursów w stosunku do obsługi wcześniejszej. W latach 2016–2022 ruch na liniach Mälartåg podwoił się. Ostatni znaczący wzrost liczby kursów miał miejsce w grudniu 2021, kiedy to oddano do użytku dwanaście nowych wagonów piętrowych. Na trasie Örebro – Eskilstuna – Sztokholm – Uppsala ruch wzrósł najbardziej. Od 12 czerwca 2022 w regionalne połączenie kolejowe Mälartåg włączono linię Upptåget UL. Od grudnia 2021 za sprzedaż, asortyment biletów i ceny przewozów odpowiada Mälardalstrafik. Sprzedaż biletów odbywa się w aplikacji Mälartåg oraz na stronie internetowej oraz u agentów ResPlus.
Pociągi Mälartåg obsługują pięć linii:
- Örebro – Eskilstuna – Sztokholm C – Uppsala
- Norrköping – Nyköping – Sztokholm C
- Hallsberg – Katrineholm – Sztokholm C
- Uppsala – Sala – Västerås – Eskilstuna – Norrköping – Linköping
- Uppsala – Tierp – Gävle[3].